# 眼斑刺鰍
眼斑刺鰍為輻鰭魚綱合鰓目刺鰍亞目刺鰍科的其中一種，分布於非洲三比西河及奧卡萬戈河流域，體長可達15.1公分，棲息在水流快速的底層水域，屬肉食性，可做為食用魚。